# Desulfotomaculum halophilum
Desulfotomaculum halophilum è una specie di batterio appartenente alla famiglia delle Peptococcaceae.